# Макран (ханство)
Макра́н — туземное княжество Британской Индии, существовавшее на территории Белуджистана (на границе с Персией) до середины XX века. Находящийся на Макранском побережье город Гвадар подчинялся султанату Маскат, и был выкуплен Пакистаном лишь в 1958 году.

## История
Ханство существовало с XVIII века и находилось в вассальных отношениях с ханством Калат.
Британцы заинтересовались этой территорией в середине XIX века в связи с прокладкой телеграфной линии между Индией и Европой. Второй всплеск контактов британцев с местными ханами был в конце XIX века, когда правительство Персии сумело навести некоторый порядок в стране и стало распространять власть своей администрации на восток, и возникла необходимость разграничения владений Персии и Великобритании. В остальное время внутренние события этого региона оставались вне внимания остальных держав.
После раздела Британской Индии ханства Калат, Харан, Лас Бела и Макран объединились 3 октября 1952 года в Союз государств Белуджистана.

## См.также
- Мекран